# 徳川豪英
徳川 豪英（とくがわ ひでつね、1922年（大正11年）5月6日 -   2019年（令和元年）8月29日）は、清水徳川家の第9代当主。父は徳川好敏。妻は徳川和嘉子。

## 生涯
陸軍将官で日本における航空分野の先駆者であった男爵・徳川好敏の長男として生まれる。母は子爵・松平忠威の娘である千枝子。
伊東重吉の長女である和嘉子と結婚し1男2女を儲けた。長男の徳川真はその後、清水徳川家の家督を相続した。
2005年（平成17年）に航空雑誌『雄飛写真集 空の幕あけ所沢』の発刊を行った際には資料や航空写真の提供に協力した。
2019年（令和元年）8月29日、死去。

## 家族
- 曾祖父：松平忠和 - 島原藩主。
- 曾祖父：土屋挙直 - 土浦藩主。
- 父親：徳川好敏
- 母親：徳川千枝子 - 松平忠威の娘。
- 夫人：徳川和嘉子 - 伊東重吉の長女。
  - 長女：小野恵
  - 次女：福島栄
  - 長男：徳川真